# St. Petrus (Kalbe)

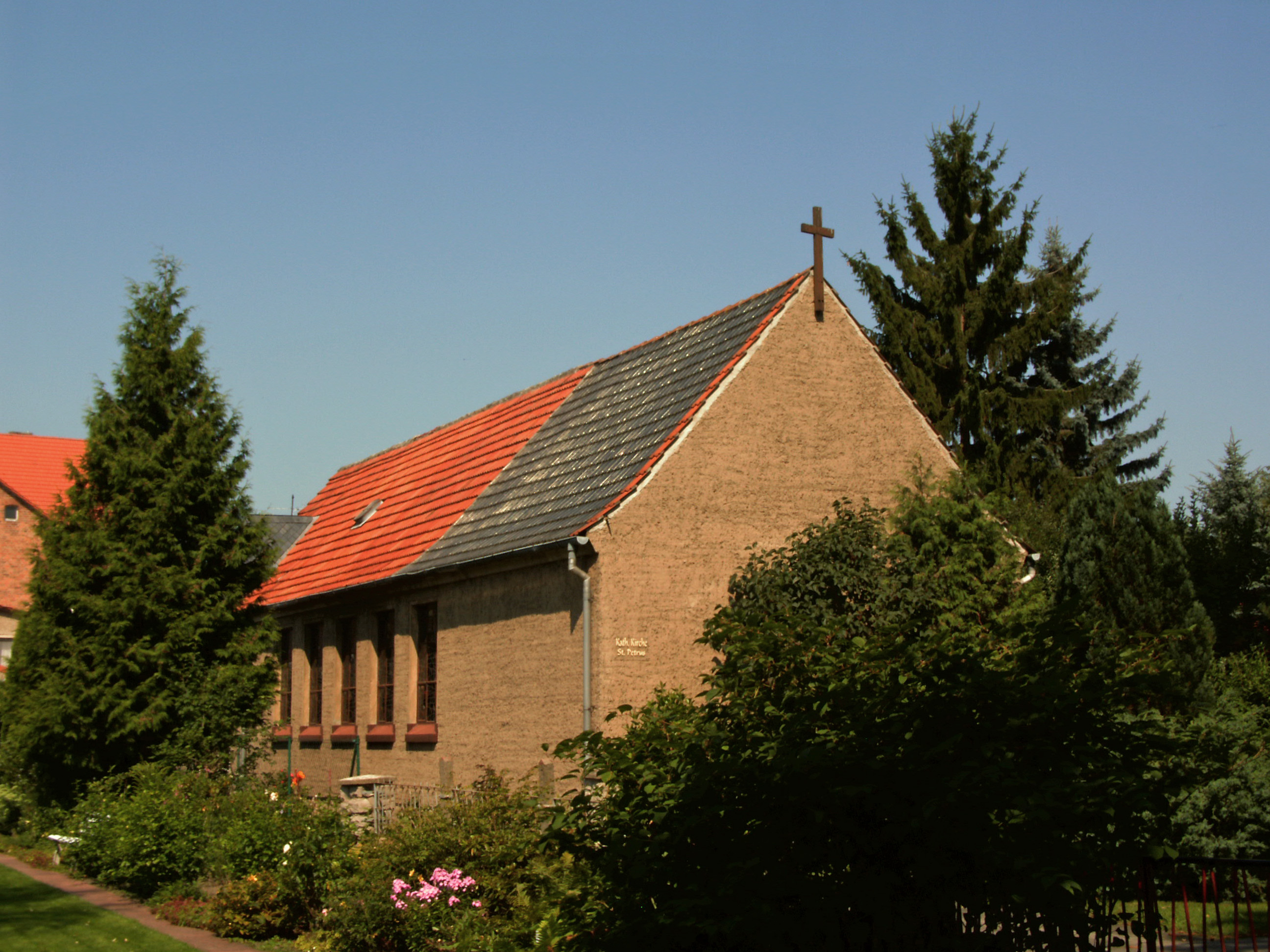
Außenansicht (2008)

Die Kirche Sankt Petrus ist die ehemalige katholische Kirche in Kalbe, einer Stadt im Altmarkkreis Salzwedel in Sachsen-Anhalt. Das nach dem heiligen Simon Petrus benannte Gotteshaus gehörte vor seiner 2024 erfolgten Profanierung zuletzt zur Pfarrei „St. Hildegard“ mit Sitz in Gardelegen in der Pastoralregion Altmark des Bistums Magdeburg.

## Geschichte
1566 wurde in Calbe an der Milde, das damals zum Bistum Verden gehörte, die Reformation eingeführt, und seine rund 450 Einwohner sowie die St.-Nicolai-Kirche wurden evangelisch-lutherisch.

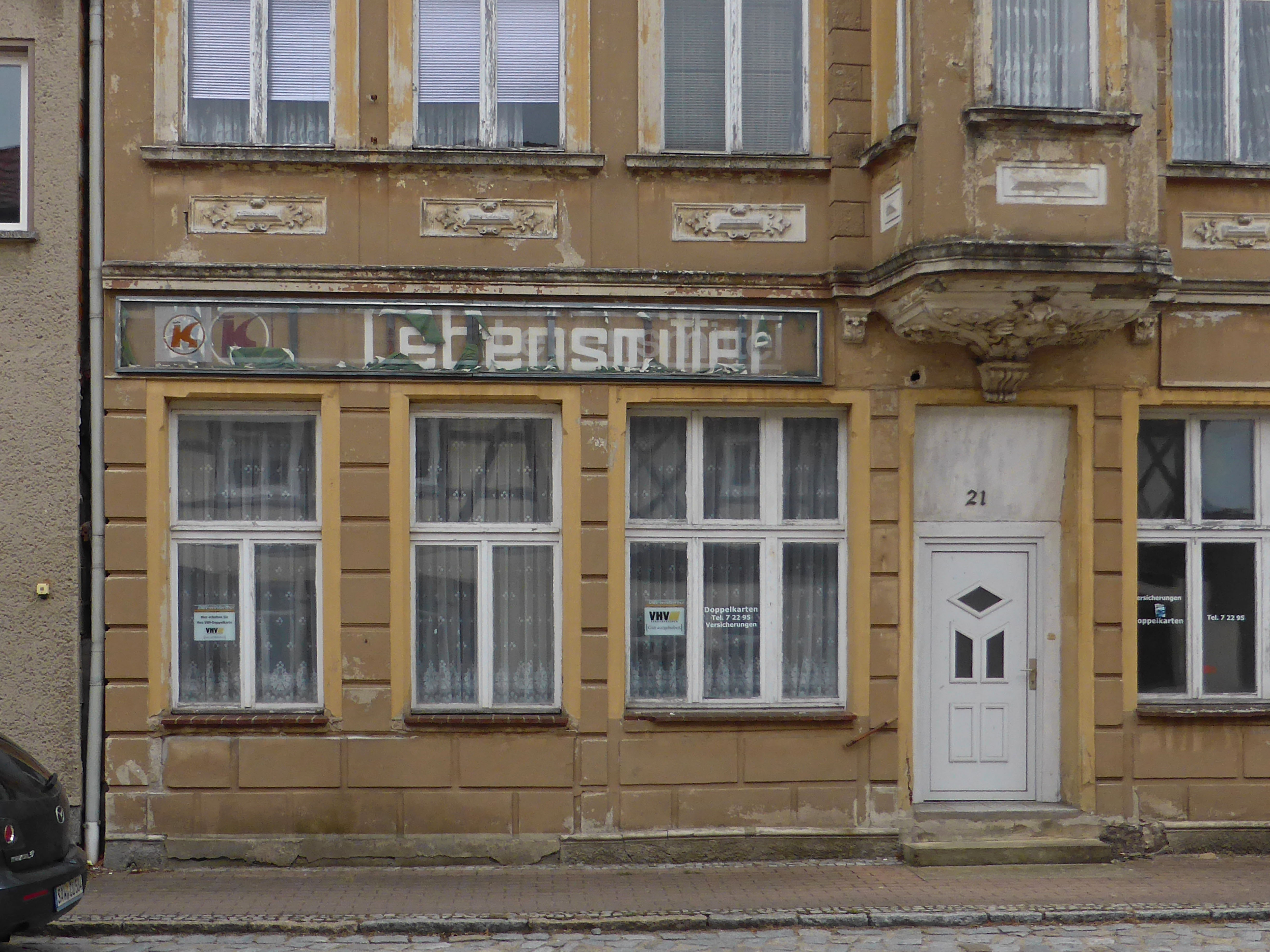
Laden in der Rathausstraße 21 (2019)

Im 19. Jahrhundert ließen sich wieder einige wenige Katholiken in Calbe nieder. 1852 wurde Salzwedel Sitz einer Missionsvikarie, zu der auch Calbe gehörte. 1920 wurde die Missionsvikarie Salzwedel zur Pfarrei erhoben, in Calbe wohnten damals bereits 21 Katholiken. 1933 zeigte eine Volkszählung, dass von 2007 Einwohnern Calbes 56 katholisch waren. Gelegentliche Gottesdienste fanden im Hotel Deutsches Haus statt.
In einem Wohnhaus in der Rathausstraße 21, unweit der späteren Kirche, wurde ein Ladenraum angemietet und zu einer Kapelle ausgebaut, die das Patrozinium der heiligen Hedwig von Andechs trug. In dieser Kapelle fanden vom 1. Mai 1937 an die Gottesdienste statt.
Am 1. Mai 1939 wurde Beetzendorf Sitz einer Pfarrvikarie, zu der von da an auch Calbe gehörte. Nachdem am 3. September 1939 Frankreich Deutschland den Krieg erklärte und zwei Tage später eine Offensive gegen das Saargebiet begann wurden Saarländer in das Innere des Reichsgebietes evakuiert. Infolgedessen kamen weitere Katholiken nach Calbe, die von einem Kaplan des Bistums Trier begleitet wurden, der in der größeren evangelisch-lutherischen St.-Nicolai-Kirche zelebrierte. Nach dem von der Wehrmacht gewonnenen Westfeldzug zogen die Katholiken aus dem Saargebiet 1940 wieder in ihre Heimat zurück.
In Folge des Zweiten Weltkriegs ließen sich weitere Katholiken in Calbe nieder, es handelte sich um Flüchtlinge und Heimatvertriebene aus den Ostgebieten des Deutschen Reiches. Am 11. Oktober 1946 wurde Josef Busche zum ortsansässigen Seelsorgen in Calbe ernannt, womit die Kirchengemeinde Calbe gegründet wurde. Zum 1. November 1947 wurde die Kirchengemeinde Calbe zur Kuratie erhoben und Josef Busche zum Kuratus ernannt. 1948 musste Busche sein Amt gesundheitsbedingt aufgeben, ihm folgten Aloys Moritz, 1951 Ferdinand Sprenger und 1957 Theobald Hillmann (1931–2010).
1952 wurde die Stadt Calbe an der Milde zur Unterscheidung von Calbe (Saale) in „Kalbe“ umbenannt. Die Kapelle „St. Hedwig“ wurde bis zum Bau der St.-Petrus-Kirche genutzt, danach wurde an ihrer Stelle ein Konsum-Lebensmittelladen betrieben.
1962 erwarb Kuratus Hillmann von der evangelischen Kirchengemeinde das Grundstück Rathausstraße 13, welches bereits mit einem Wohnhaus, das von der evangelischen Gemeinde als Diakonat genutzt worden war, bebaut war. Im November 1962 nahm Kuratus Hillmann dort seine Wohnung.
Am 25. April 1963 begannen auf dem Grundstück hinter dem Wohnhaus nach Plänen des Architekten Prof. Dr. Schneider aus Quedlinburg unter großer Eigenleistung der Gemeindemitglieder die Bauarbeiten für eine neue Kirche. Am 11. Mai erfolgte die Grundsteinlegung, am 1. Juli wurde das Richtfest gefeiert, und am 20. Oktober fand in der neuen Kirche der erste Gottesdienst statt. Am 22. Dezember 1963 folgte durch Weihbischof Friedrich Maria Rintelen die Kirchweihe. 1966 wurde im Dachgeschoss der Kirche ein Gemeinderaum eingerichtet. In diesem Jahr begann auch Heinrich Koch (1928–2009), der zuvor Kuratus in Elster (Elbe) war, in Kalbe seinen langjährigen Dienst als Kuratus. 1978 gehörten zur Kuratie Kalbe rund 470 Katholiken.
Ende 2000 ging Heinrich Koch in den Ruhestand, blieb aber bis 2005 in Kalbe tätig. Damit kam Kalbe zur Pfarrei Salzwedel zurück. Ab dem 1. September 2006 hatte die Kirche mit Ludwig Rother den letzten ortsansässigen Priester, und Kalbe gehörte als Kuratie zur Pfarrei St. Michael in Gardelegen.
Am 1. November 2007 wurde aus den Pfarreien Gardelegen und Oebisfelde, den Kuratien Kalbe und Mieste, sowie den Pfarrvikarien Beetzendorf und Klötze ein Gemeindeverbund errichtet. Damals gehörten zur Kuratie Kalbe nur noch rund 190 Katholiken. Seit dem 1. Juli 2008 wird die St.-Petrus-Kirche vom Pfarrer aus Gardelegen betreut. Am 2. Mai 2010 wurde die heutige Pfarrei „St. Hildegard“ errichtet, zu der seitdem die St.-Petrus-Kirche gehört. Die Volkszählung in der Europäischen Union 2011 zeigte, dass von den 8078 Einwohnern der Stadt Kalbe 193, und somit rund 2 %, der römisch-katholischen Kirche angehörten. Vor der Auflösung der Dekanatsstrukturen im Bistum Magdeburg am 1. September 2023 gehörte Kalbe zum Dekanat Stendal.
Mit Wirkung zum 14. September 2024 wurde die Kirche profaniert. In den letzten Jahren vor der Profanierung fanden in der Kirche nur noch gelegentliche Werktagsgottesdienste statt, auch wies das Gebäude aufgrund seiner Lage nahe der Milde Baumängel auf. Das Grundstück mit dem Kirchengebäude wurde an privat verkauft, seit der Profanierung finden monatlich katholische Werktagsgottesdienste im evangelischen Gemeinderaum (Pfarrstege 4) statt (Stand April 2025).

## Lage, Architektur und Ausstattung

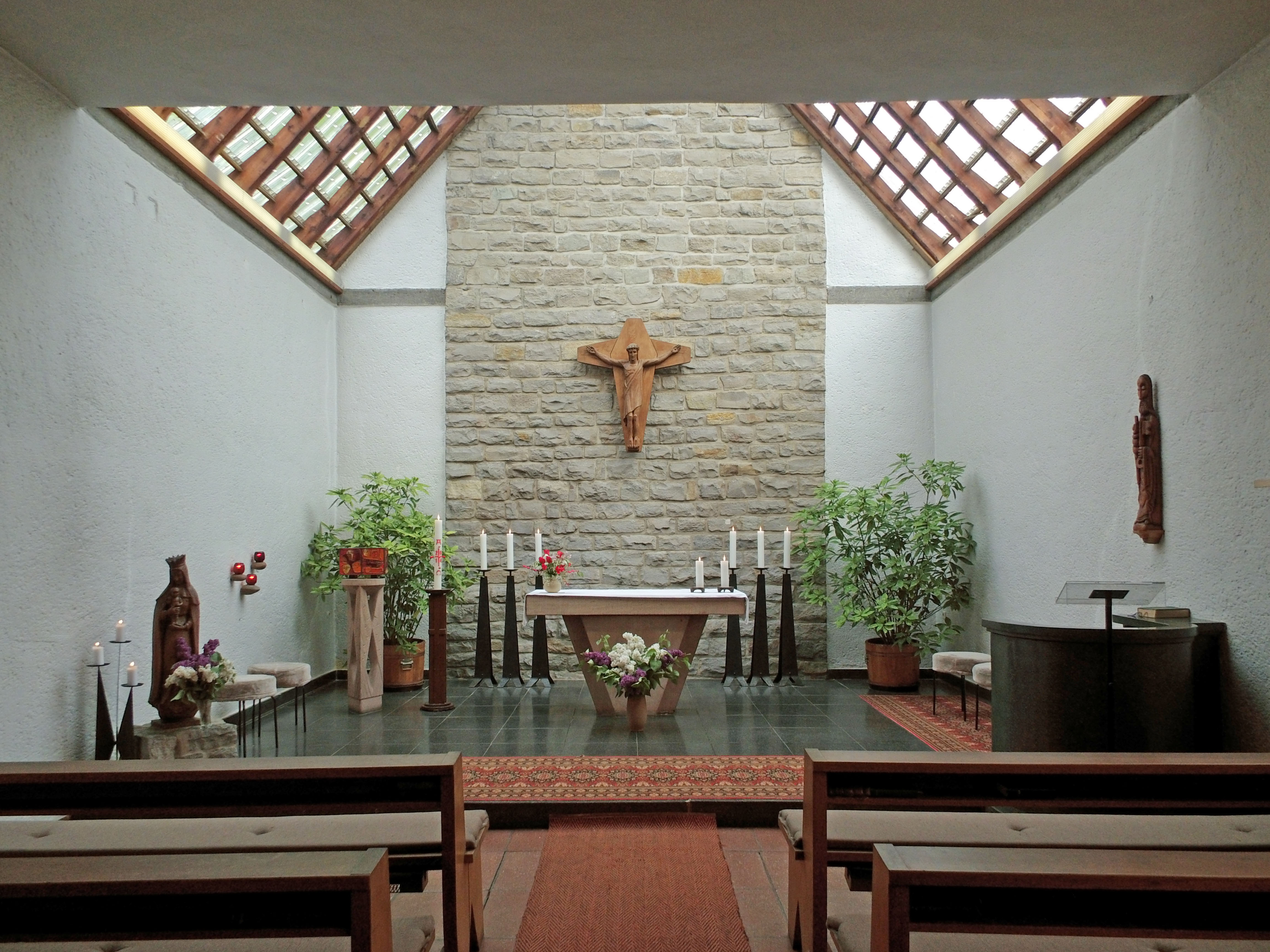
Innenansicht (2014)

Die Kirche steht auf dem Grundstück Rathausstraße 13, sie ist von der Ostpromenade aus über eine über die Milde führende Brücke erreichbar.
Die geostete, turmlose Kirche verfügt über 68 Sitzplätze. Eine bauliche Besonderheit sind die transparenten Dachziegel über dem Altarraum. Die Rückwand des Altarraumes wird von einem Kruzifix dominiert. Zur Ausstattung der Kirche gehört eine Statue der heiligen Maria. Eine weitere, aus Spanien stammende Statue zeigt den Schutzpatron der Kirche, den heiligen Petrus.